# Idan Tal
Pour les articles homonymes, voir Tal.
Idan Tal (en hébreu : עידן טל), est un joueur de football israélien né le 10 février 1975 à Jérusalem (Israël).

## Biographie
Ce milieu de terrain formé au Maccabi Petah-Tikvah, où il resta quatre saisons, joue actuellement au Betar Jerusalem. Au cours de sa carrière il a joué entre autres au CP Mérida, au Maccabi Haïfa, au Rayo Vallecano (Espagne) et au Bolton Wanderers (Angleterre).
En 2008, il compte plus de 60 sélections avec l'équipe d'Israël.